# 1464 w literaturze
Wydarzenia literackie w 1464 roku.

## Nowe utwory
- obcojęzyczne
  - anonim – Mistrz Pathelin (w języku francuskim; rok powstania przybliżony)[1]

## Urodzili się
- data nieznana – Jerzy Liban, polski humanista i teoretyk muzyki (zm. po 1546)

## Zmarli
- 30 kwietnia – Jakub z Paradyża, niemiecki teolog i filozof (ur. ok. 1380)
- 11 sierpnia – Mikołaj z Kuzy, niemiecki pisarz (ur. 1401)
- 14 sierpnia – Pius II, włoski humanista i poeta (ur. 1405)
- data nieznana – Jan Plastwich, polski kronikarz (ur. ok. 1400)